# Libertatea pentru femei
Libertatea pentru femei este o revistă săptămânală pentru femei din România.
A fost lansată la data de 27 septembrie 2005 de trustul de presă Ringier.